# クリーザードロガメ
クリーザードロガメ（Kinosternon creaseri）は、爬虫綱カメ目ドロガメ科ドロガメ属に分類されるカメ。

## 分布
メキシコ（カンペチェ州北部、キンタナ・ロー州北部、ユカタン州）
模式標本の産地（模式産地）はチチェン・イッツア周辺（ユカタン州）。

## 形態
最大甲長13.5センチメートル。メスよりもオスの方が大型になり、メスは最大甲長12.6センチメートル。背甲はやや盛り上がり、上から見ると細長い卵形。第1椎甲板は、第1縁甲板と第2縁甲板の継ぎ目（シーム）に接する。椎甲板に筋状の盛り上がり（キール）がある。第2-4椎甲板は平坦だが、凹まない。縁甲板は尖らず、第10、11縁甲板が最も大型（高い）。背甲の色彩は褐色、暗褐色、暗灰色、黒で、褐色の個体では甲板の継ぎ目（シーム）が暗色の個体もいる。背甲と腹甲の継ぎ目（橋）の縦幅は広い。腋下甲板は小型で、鼠蹊甲板はやや大型。腋下甲板と鼠蹊甲板がわずかに接する。
腹甲はやや大型。蝶番も発達し、腹甲を折り曲げると背甲と腹甲との間にほとんど隙間が無くなる。左右の肛甲板の間に切れこみが入らない。腹甲の色彩は黄褐色で、シームは暗色。
頭部は中型かやや大型。吻端がやや突出し、上顎の先端は鉤状に強く尖る。吻端を覆う鱗（吻端板）は三又形やダイヤ形、三角形。喉に4本の髭状突起がある。頭部の色彩は淡黄褐色や暗黄色、暗褐色、灰褐色、灰色で、赤褐色や淡黄色、橙色、灰白色の斑点や虫食い状の斑紋が入る。四肢、尾背面の色彩は、灰色や暗黄色、暗褐色で、不規則な暗色斑や暗色の斑点が入る。腹面の色彩は薄ピンク色や淡褐色、灰色。

## 分類
種小名creaseriは本種の模式標本となった個体を採集したEdwin P. Creaserへの献名。
アラモスドロガメ、サソリドロガメ、シロクチドロガメ、ハナナガドロガメと単系統群を形成し、この単系統群はオアハカドロガメ、サラドロガメ、ハリスコドロガメと単系統群を形成するという説もある。

## 生態
基底が石灰岩の原生林や二次林にある雨季にできた水たまり、セノーテなどに生息する。乾季に水場が干上がると陸上の腐植質に潜って休眠するが（半年以上休眠をすることもある）、セノーテに生息する個体は地下水脈へ移動することもある。
食性は動物食傾向の強い雑食で、胃の内容物や糞から巻貝、昆虫、果実を食べると考えられている。
繁殖形態は卵生。卵巣や飼育下での観察例から7-8月に1回に2-5個の卵を年に1回だけ産むと考えられている。生後10-15年で性成熟すると考えられている。

## 人間との関係
生息地では食用や薬用とされることもある。
以前は発見数が少なく絶滅の危険性がある種と考えられていたが、生態の解明により多数発見されるようになり生息数は比較的多くて安定していると考えられている。一方で野火や開発による生息地の乾燥化、水源の枯渇などによる生息数の減少が懸念されている。
ペットとして飼育されることもあり、日本にも輸入されている。メキシコでは国内に分布する爬虫類の輸出が法的に厳しく制限され、世界的にも流通例は少ない。ヨーロッパから飼育下繁殖個体がわずかに流通する。本種の名前でサソリドロガメの亜種ホオアカドロガメやザラアシドロガメ、ハナナガドロガメが流通することもあった。飼育下では配合飼料などに餌付く。